# Biserica de lemn din Borsec

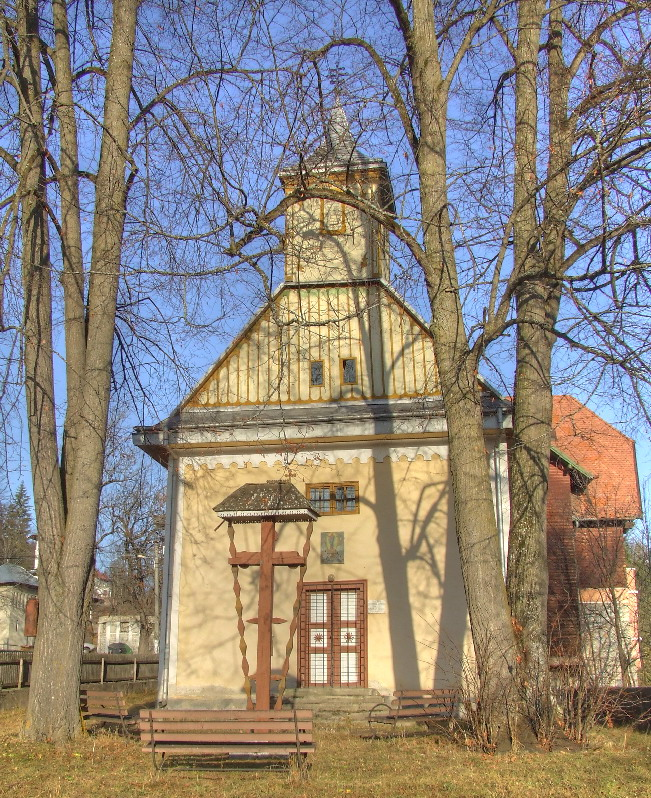
Biserica de lemn din Borsec în 2008

Biserica de lemn „Schimbarea la Față” din Borsec este un monument istoric din județul Harghita cu cod LMI HR-II-m-B-12772. Inițial de rit romano-catolic, ulterior greco-catolic și în prezent ortodoxă, biserica a fost ridicată în anul 1847.